# Filmåret 1937

## Årets filmer

### A - G
- A Family Affair
- Adolf Armstarke
- Bergslagsfolk
- Bleka greven
- Broadways Melodi 1938
- Charlie Chan på Broadway
- Charlie Chan på olympiaden
- Den fulländade mannen
- Den stora illusionen
- Die sieben Raben
- Eld över England
- Emile Zolas liv
- En dag på kapplöpningarna
- En flicka kommer till sta'n
- En läkares ansvar
- En sjöman går iland
- Familjen Andersson
- Farornas skepp
- Fången på Zenda
- Får jag lov?
- Född till gentleman
- Gentleman efter midnatt

### H - N
- Havets hjältar
- Hembryggt mod
- Hennes kungarike
- Häxnatten
- I skuggan av ett brott
- I skyskrapornas skugga
- Ingenting är heligt
- John Ericsson - segraren vid Hampton Roads
- Julotta
- Katt över vägen
- Klart till drabbning
- Konflikt
- Lajla
- Lyckliga Vestköping
- Mamma gifter sig
- Marie Walewska

### O - U
- O, en så'n natt!
- Odygdens belöning
- Pappas pojke
- Pensionat Paradiset
- Ryska snuvan
- Sara lär sig folkvett
- Saratoga
- Skandal i Hollywood
- Skicka hem nr. 7
- Snövit och de sju dvärgarna[1]
- Tattarbruden
- To levende og en død
- Under den röda kappan
- Upp genom luften

### V - Ö
- Vi går landsvägen
- Vi reser västerut
- Än leva de gamla gudar

## Födda
- 13 januari – Ingvar Andersson, svensk revyartist och skådespelare.
- 15 januari – Marianne Bengtsson, svensk skådespelare.
- 16 januari – Ingvar Skogsberg, svensk regissör och manusförfattare.
- 30 januari – Vanessa Redgrave, brittisk skådespelare.
- 2 februari – Krister Hagéus, svensk filmproducent och produktionsledare.
- 4 februari – David Newman, amerikansk manusförfattare.
- 14 februari – Wiveca Billquist, svensk fotomodell, skådespelare och TV-producent.
- 21 februari – Yvonne Floyd, svensk manusförfattare.
- 12 mars – Janne Loffe Carlsson, svensk skådespelare, musiker och kompositör.
- 22 mars – Birgitta Öhman, svensk regissör och manusförfattare.
- 14 april – Jarl Borssén, svensk skådespelare.
- 20 april – George Takei, japan-amerikansk skådespelare.
- 21 april – Finn Nielsen, dansk skådespelare.
- 22 april – Jack Nicholson, amerikansk skådespelare.
- 2 maj
  - Bengt Bratt, svensk författare, manusförfattare och dramatiker.
  - Amrish Puri, indisk skådespelare.
- 4 maj
  - Olle Björling, svensk skådespelare.
  - Inger Hayman, svensk skådespelare.
- 6 maj – Ove Stefansson, svensk skådespelare.
- 12 maj – George Carlin, amerikansk ståuppkomiker och skådespelare.
- 4 juni – Lena Brundin, svensk skådespelare.
- 16 juni – Bo Hermansson, svensk regissör och manusförfattare.
- 26 juni – Hans Wahlgren, svensk skådespelare, textförfattare och sångare.
- 28 juni – Richard Bright, amerikansk skådespelare.
- 6 juli – Ned Beatty, amerikansk skådespelare.
- 8 juli – Irma Erixson, svensk skådespelare.
- 12 juli – Bill Cosby, amerikansk skådespelare.
- 17 juli – Solveig Ternström, svensk skådespelare, manusförfattare och regissör.
- 24 juli – John Aniston, amerikansk skådespelare.
- 2 augusti – Margaretha Byström, svensk skådespelare, manusförfattare och teaterregissör.
- 8 augusti – Dustin Hoffman, amerikansk skådespelare.
- 12 augusti – Thommy Berggren, svensk skådespelare.
- 20 augusti – Runar Martholm, svensk skådespelare.
- 24 augusti – Sten Johan Hedman, svensk skådespelare.
- 2 september – Kristina Adolphson, svensk skådespelare.
- 20 september – Monica Zetterlund, svensk skådespelare och artist.
- 22 september – Camilla Mickwitz, finländsk grafiker, animatör och författare.
- 23 september – Lennart Klefbom, svensk skådespelare och regiassistent.
- 26 september – Jerry Weintraub, amerikansk filmproducent och talangscout.
- 4 oktober – Jackie Collins, amerikansk författare, skådespelare och producent.
- 13 oktober – Frej Lindqvist, svensk skådespelare, manusförfattare och regissör.
- 1 november – Gio Petré, svensk skådespelare.
- 5 november – Harris Yulin, amerikansk skådespelare.
- 15 november – Yaphet Kotto, amerikansk skådespelare.
- 30 november
  - Eduard Artemjev, rysk filmmusikkompositör.
  - Monica Nielsen, svensk skådespelare och sångerska.
- 5 december – Maud Hansson, svensk skådespelare.
- 8 december – James MacArthur, amerikansk skådespelare.
- 14 december – Anita Lindblom, svensk sångerska och skådespelare.
- 21 december – Jane Fonda, amerikansk skådespelare.
- 26 december
  - Walter Norman, svensk skådespelare.
  - Christina Schollin, svensk skådespelare.
- 29 december – Barbara Steele, skådespelare.
- 31 december – Anthony Hopkins, brittisk skådespelare.

## Avlidna
- 20 januari – Valdemar Dalquist, 48, svensk skådespelare, sångare, författare, textförfattare och regissör.
- 29 april – William Gillette, 83, amerikansk skådespelare och manusförfattare.
- 7 juni – Jean Harlow, 26, amerikansk skådespelare.
- 15 juli – Sam Ask, 58, svensk manusförfattare och skådespelare.
- 24 oktober – Nils Wahlbom, 50, svensk skådespelare.
- 19 november – Axel de la Motte, 58, svensk skådespelare och tapetserare.

### Fotnoter
1. ↑  IMDB, läst 29 februari 2012